# 持効性注射剤

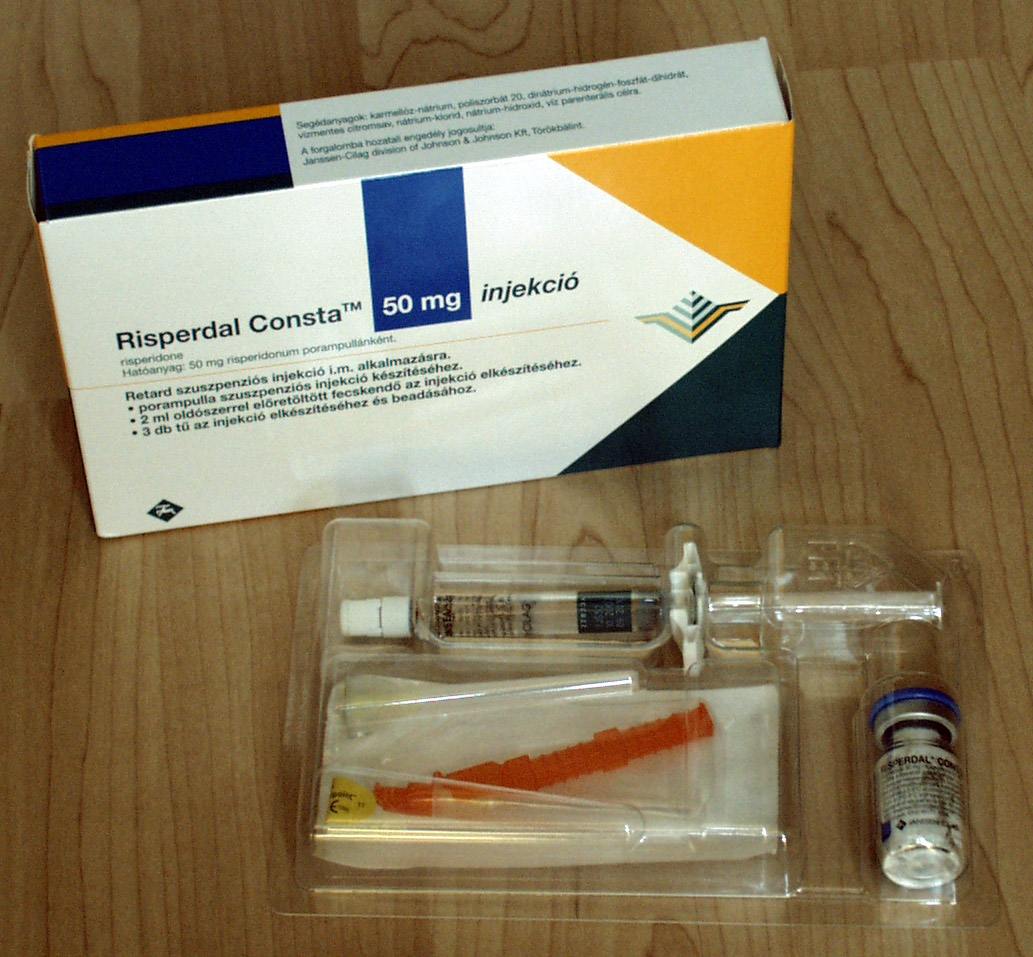
抗精神病薬の持効性注射剤であるリスパダール・コンスタ

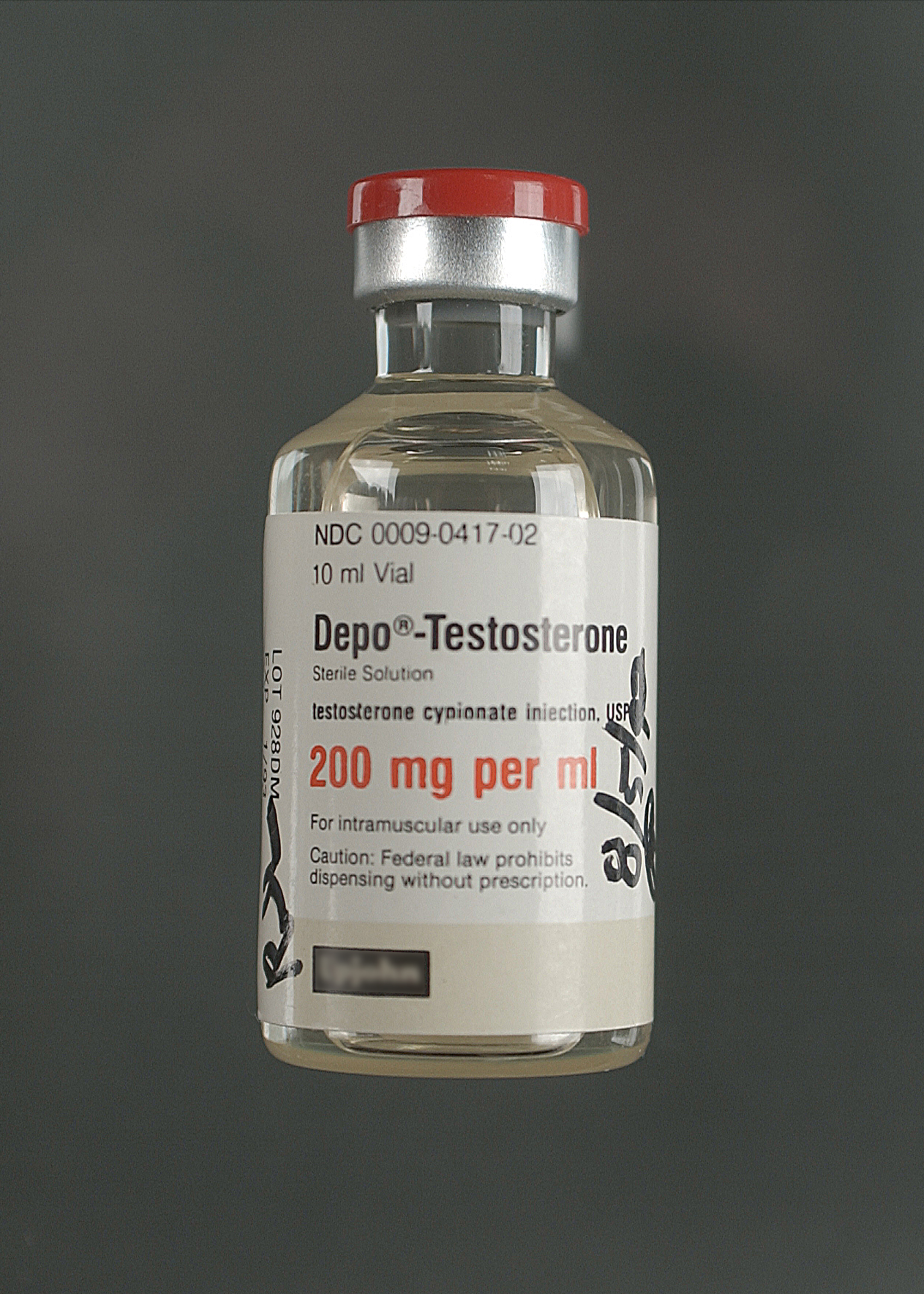
筋注テストステロンの持効性注射剤のバイアル

持効性注射剤（じこうせいちゅうしゃざい、英: long-acting injectable(LAI) 、英: Depot injection、デポ剤）は、薬剤を徐放性に設計した注射製剤のこと。持効性注射剤の導入により投薬の頻度を減らすことが可能となる。持効性注射剤は、特に薬を飲み忘れやすい患者の服薬アドヒアランスの向上や治療の一貫性を高める目的で設計されている。プロドラッグのように薬剤分子自体を改変する方法や、油性・脂質懸濁液などの投与方法を変更することで製剤化される。作用が1か月以上持続する場合があり、抗精神病薬やホルモン剤など多くの種類の薬剤で利用可能である。

## 目的
持効性注射剤は、血液中に徐々に吸収されることによって薬剤の作用期間を延長する。通常、筋肉注射、皮内注射、または皮下注射として投与される。投与された薬剤は、血流に徐々に放出される。この製剤は薬の飲み忘れが懸念される患者に使用されることがある。しかし、一部の医師や患者の間では、持効性注射剤の使用を強制投与とみなされる場合もあり、そのため使用に反対する意見もある。

## メカニズム
薬剤は、体内で徐々に活性化されるよう設計されるか、または徐々に吸収されるよう設計される。多くの場合、薬剤は有機油に溶解される。この場合、薬剤は脂溶性を持ち、デカン酸などの官能基を追加することで緩やかな作用を提供する。油性基剤との組み合わせにより、薬剤の完全な放出が抑えられ、作用期間が2 - 4週間、またはそれ以上に延びる場合がある。
抗精神病薬の場合は、薬剤の薬物動態学（吸収および活性化）の改変は、副作用プロファイルを変更しないため、非定型抗精神病薬が依然として定型抗精神病薬よりも好まれる。

## 発見
最初に開発された持効性注射剤は抗精神病薬のフルフェナジンであり、1966年にエナント酸フルフェナジンが誕生し、1968年にはデカン酸フルフェナジンが登場した。持効性注射剤の概念は1950年以前から登場し、当初は抗生物質の注射製剤として投与頻度を減らす目的で使用されていた。

## 薬物動態
持効性注射剤は、一般に2 - 4週間の作用期間を持つよう設計されるが、製剤の種類により薬物動態は異なる場合がある。薬剤自体を改変（例：官能基の付加）するか、製剤を変更（例：油性またはマイクロスフィア調製）することで、吸収および代謝に影響を与えることができる。持効性注射剤を繰り返し投与することで、薬剤の半減期が1か月以上になることがある（例：フルフェナジンの一部の製剤）。ただし、患者によって変動する場合がある。
ホルモンの持効性注射剤の例として、エストラジオールの作用期間は1週間から1か月以上に及ぶ場合がある。

## 利用
持効性注射剤は多くの定型抗精神病薬および非定型抗精神病薬、一部のホルモン製剤やオピオイド使用障害治療薬として利用されている。抗精神病薬の持効性注射剤は、統合失調症などの疾患を持つ患者の低い服薬アドヒアランスを改善するために使用される。製品によっては医師や看護師が投与するものもあれば、患者が自己投与できるよう設計されているものもある。自己投与可能な持効性注射剤は、特に発展途上国において、医療アクセスを拡大し、医師の受診頻度を減少させるために利用される。
インスリンも製剤によっては持効性注射剤とみなされる場合がある。例えば、インスリン グラルギンは注射後に沈殿し、通常インスリンよりも長期間にわたって体内に吸収されるよう設計されている。持効性インスリンの研究では、体内の自然な基礎インスリン分泌を模倣するための技術開発が進められている。

## 用語
日本神経精神薬理学会が編集している「統合失調症薬物治療ガイドライン」では持効性注射剤という用語が用いられている。英語では以前は、デポ剤（Depot Injection）と呼ばれていた。初期のデポ剤は、主に油性基剤を用いた製剤が主流であったが、製剤技術の進化により、水性基剤やポリマーを利用した製剤が登場した。これに伴い、「デポ剤」という用語は、油性基剤を想起させることもあり、より包括的で技術の進化を反映したLAI（Long-Acting Injectable）という表現が主流となった。また、「デポ」という言葉が「貯め込む」というニュアンスを持つため、患者に不安感を与える可能性があることが指摘され、より中立的で柔らかい表現として「LAI」が使われるようになった。

## 持効性注射剤
- リスパダール・コンスタ：リスペリドンの持効性注射剤。2週間持続。
- エビリファイメンテナ：アリピプラゾールの持効性注射剤。4週間持続。
- ゼプリオン：パリペリドンの持効性注射剤。4週間持続。
- ゼプリオンTRI：パリペリドンの持効性注射剤。12週間持続。
- ハロマンス：ハロペリドールの持効性注射剤。4週間持続。
- フルデカシン：フルフェナジンの持効性注射剤。4週間持続。
- ゴセレリン：性腺刺激ホルモン放出ホルモン作動薬（GnRH作動薬）。1か月製剤と3か月製剤がある。